# Lamprosema insolitalis
Lamprosema insolitalis là một loài bướm đêm trong họ Crambidae.